# Chuột SHR
Chuột SHR (viết tắt của cụm từ: Spontaneously hypertensive rat, tức là chuột cao huyết áp) là một dòng chuột thí nghiệm được phát triển để nghiên cứu về bệnh cao huyết áp (SHR) như là một sinh vật mô hình dành cho việc thí nghiệm tăng huyết áp thiết yếu (hoặc nguyên phát), được sử dụng để nghiên cứu bệnh tim mạch. Đây là mô hình được nghiên cứu nhiều nhất về tăng huyết áp (tăng-xông) được đo bằng số lượng ấn phẩm. Dòng chuột SHR đã thu được trong những năm 1960 bởi ông Okamoto và các đồng nghiệp, những người bắt đầu gây giống chuột Wistar-Kyoto có huyết áp cao 

## Nghiên cứu
Sinh lý bệnh học của giống chuột này là sự phát triển huyết áp bắt đầu từ 5-6 tuần tuổi, đạt được áp suất tâm thu từ 180 đến 200 mmHg ở giai đoạn tuổi thuần thục. Bắt đầu từ 40 đến 50 tuần, SHR phát triển các đặc tính của bệnh tim mạch, chẳng hạn như tăng huyết áp mạch máu và tim. Huyết áp trong SHR phụ thuộc vào thận. Sự phát triển huyết áp bằng cách nào đó liên quan đến quả thận. Việc cấy ghép thận từ chuột SHR tới chuột Wistar bình thường làm tăng huyết áp ở người nhận.
Ngược lại, chuyển một quả thận ở chuột Wistar sang chuột SHR bình thường hóa huyết áp ở người nhận. Điều này cũng xảy ra nếu cấy ghép diễn ra ở giai đoạn còn non trước khi tăng huyết áp được xác lập ở các con chuột cho thận cho thấy vai trò chính của thận trong sự phát triển của cao huyết áp ở SHR. Mặc dù SHR thường được coi là một mô hình bệnh lý thuần túy, nhưng chủng thể hiện khả năng bù trừ thú vị. Ví dụ, thận được cấy ghép từ SHR cho người có huyết áp cao giữ được hình thái tốt hơn thận được cấy ghép từ chuột Na Uy cho thấy sự thích nghi với huyết áp cao.
SHR-SP SHR (SHR-SP) là một sự phát triển của SHR có huyết áp cao hơn SHR và có khuynh hướng chết vì đột quỵ. Thiếu máu tự phát (SHR) tự phát cũng được sử dụng làm mô hình rối loạn hiếu động thái quá (tăng động) chú ý. Nghiên cứu của Terje Sagvolden gợi ý nên rằng thì là những con chuột được lấy từ phòng thí nghiệm Charles River thực hiện như là mô hình tốt nhất. Nếu động vật được sử dụng như là một mô hình ADHD, thông thường nên bắt đầu thử nghiệm khi các động vật ở khoảng bốn tuần tuổi (PND 28) trước khi bắt đầu tăng huyết áp.
Mặc dù có những chỉ trích về việc sử dụng động vật để nghiên cứu các điều kiện cơ bản của con người, Sagvolden đã ủng hộ Lý thuyết Phát triển Năng động của ADHD bằng cách sử dụng các nghiên cứu chủ yếu bằng cách sử dụng các con chuột tự phát. Ngoài ra, nhiều nghiên cứu đã được thực hiện trong SHR liên quan đến các yếu tố khác của ADHD, ví dụ, xem xét tác động của các phương pháp điều trị thuốc khác nhau như atomoxetine và methylphenidate trên các xét nghiệm tính bốc đồng và sự chú ý và hiếu động thái quá. Thiếu máu tự phát cũng là một ứng dụng đối với mô hình này nguyên nhân do sự lo lắng và căng thẳng (stress).